# Issoria emiflorens
Issoria emiflorens är en fjärilsart som beskrevs av Ruggero Verity 1919. Issoria emiflorens ingår i släktet Issoria och familjen praktfjärilar. Inga underarter finns listade i Catalogue of Life.